# Heilig-Geist-Spital (Hattingen)

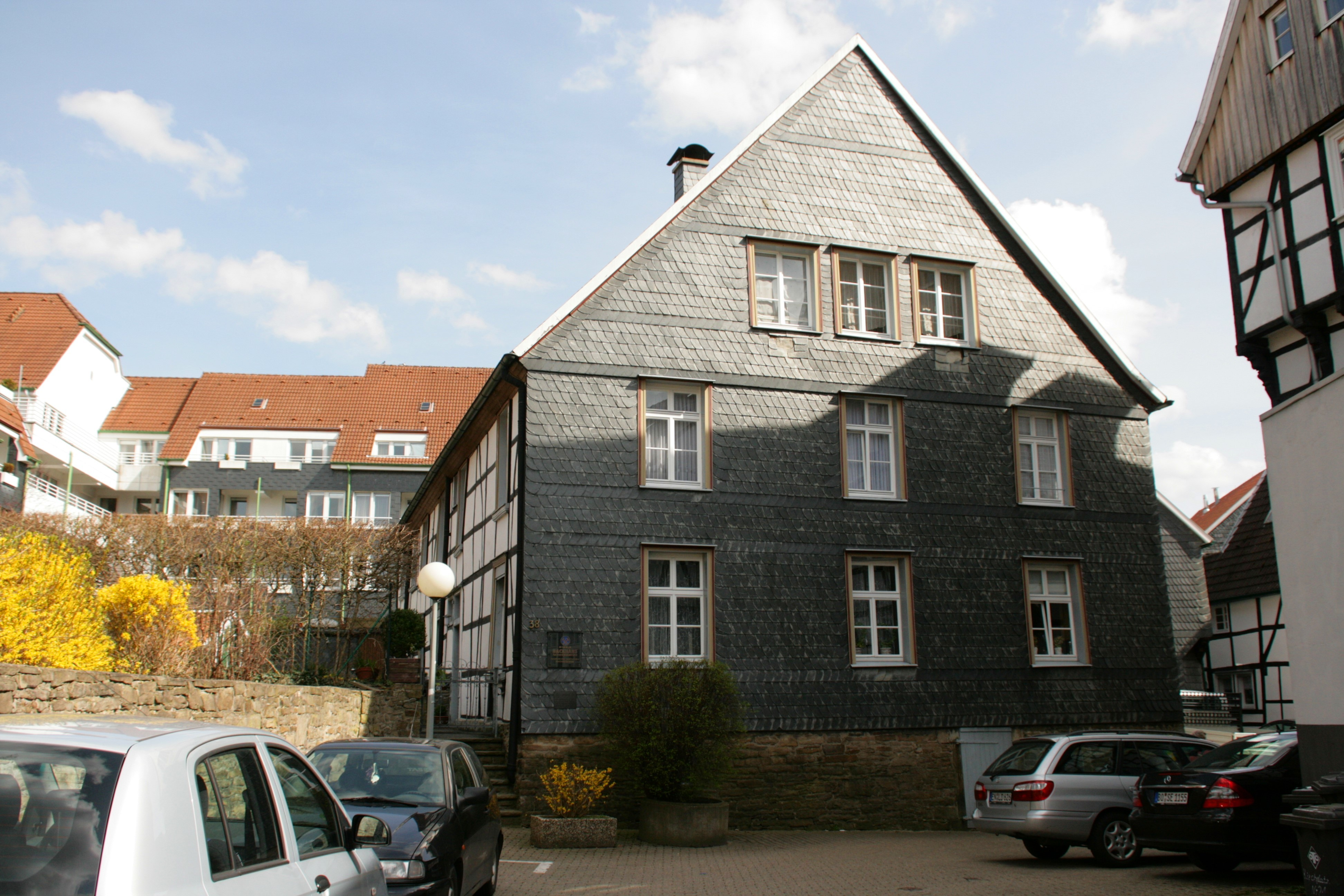
Ehemaliges Waisen- und Armenhaus, Emschestraße 38

Das Heilig-Geist-Spital war ein Armen- und Waisenhaus in der Innenstadt von Hattingen an der Emschestraße 38. Es liegt am östlichen Teil des Kirchplatzes der Kirche St. Georg. Der Spitalorden vom Heiligen Geist errichtete hier 1474 auf Spendenbasis ein Spital und Gasthaus „zu Ehren Gottes und des Heiligen Geistes und der Patrone St. Georg und Margareta“. Verwaltet wurde es von zwei Gastmeistern, die die Bedürftigkeit prüften und arbeitsfähige Bedürftige zur Mitarbeit anhielten. Die Betriebskosten wurden durch öffentliche Sammlungen und fromme Stiftungen gedeckt.
Im Jahre 1780 wurde das Gebäude erneuert. Das Armen- und Waisenhaus wurde bis 1919 betrieben. Bei der Auflösung wurden seine Bewohner in das Evangelische Krankenhaus umverlegt. Das Gebäude wurde am 8. April 1982 in die Liste der Baudenkmäler in Hattingen aufgenommen (A-055). Heute ist es ein Wohnhaus.